# Yatate

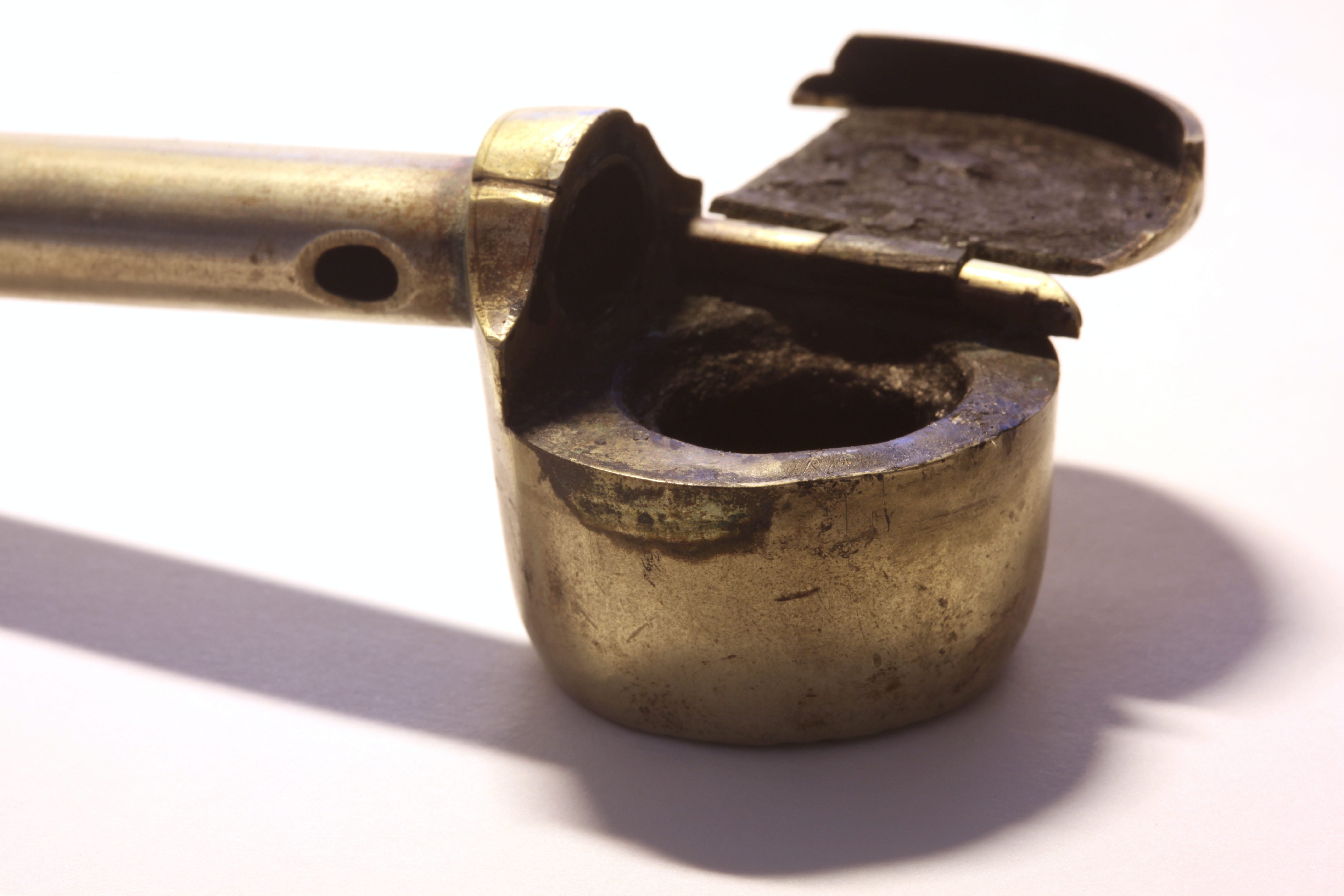
Reiseschreibset yatate, Edo-Zeit

Yatate (jap. 矢立, wörtlich: Pfeilköcher) ist ein japanisches Reiseschreibset, das vornehmlich seit dem Mittelalter in Gebrauch war. Es gleicht auf den ersten Blick einer Tabakpfeife und besteht aus einem Etui mit einem Pinsel und einem kleinen Behälter für Tusche (墨壷, sumi tsubo), in dem sich Seide oder Baumwolle befindet, um die Tusche aufzunehmen.

## Überblick

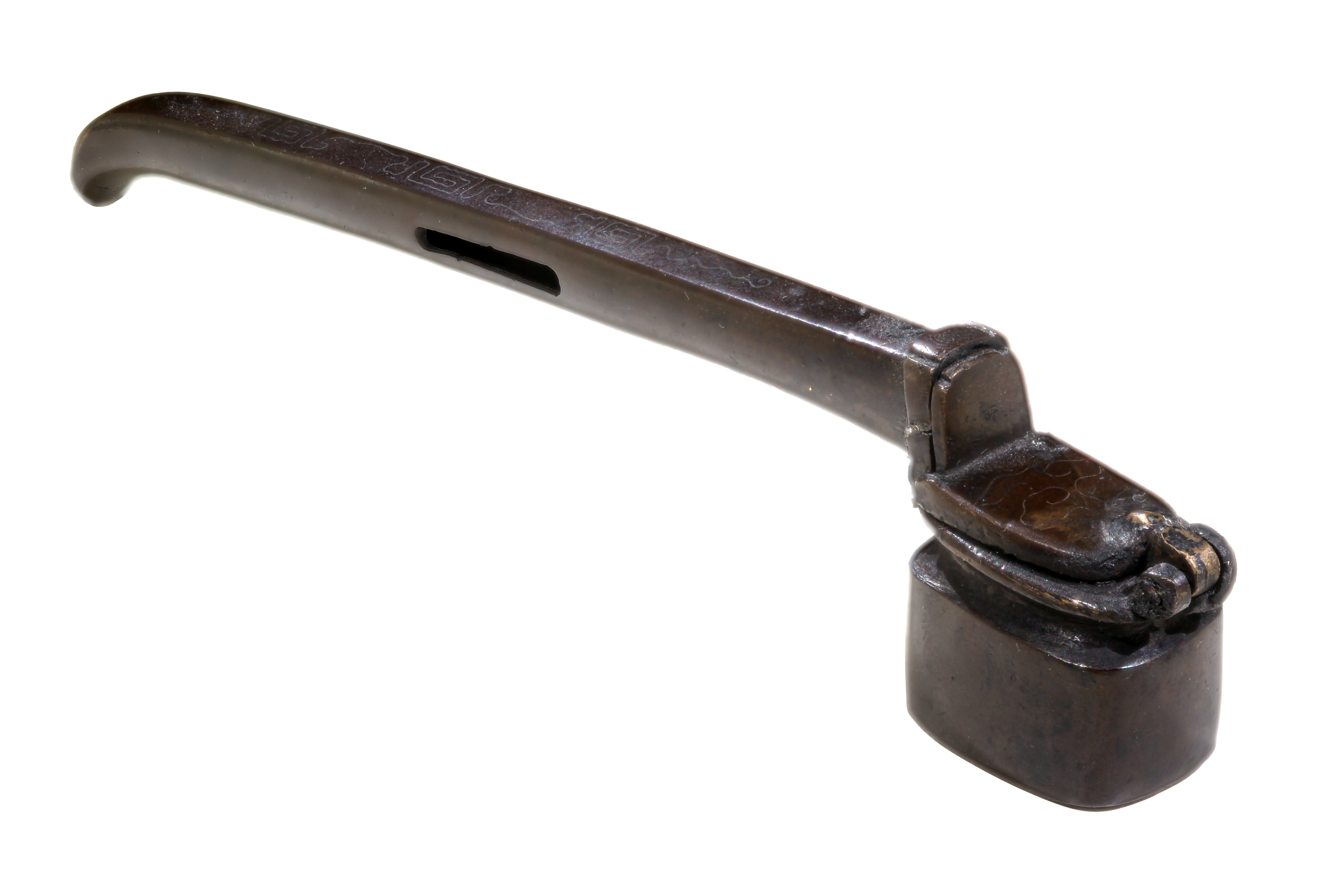
Ein typisches yatate

Schreiben bedurfte im japanischen Mittelalter zeitraubender Vorbereitungen. Durch Zugabe von Wasser auf einen Reibstein wurde Stangentusche abgerieben. Die so erzeugte Tusche (sumi) konnte dann mittels Pinsel aufgenommen und verwendet werden. Da japanische Krieger Schreibutensilien häufig im Pfeilköcher mitzuführen pflegten, wurde vermutlich der Name des ursprünglichen Aufbewahrungsorts als Bezeichnung für das Reiseschreibset entlehnt. Diese ersten yatate wurden „Hiōgi“ (檜扇) genannt, da sie noch nicht pfeifenförmig, sondern mit gerader Form wie ein Fächer gearbeitet waren.
In der Kamakura-Zeit begann man, Baumwolle und Seide in den Tuschebehältern zu verwenden. Zum einen konnte die flüssige Tusche auf diese Weise gut transportiert werden, zum anderen ließ sich der Pinsel angemessener mit Tusche befeuchten und Tuschekleckse tropfender Pinsel konnten vermieden werden.
In der Edo-Zeit verwendete man häufig Messing oder Shakudō, eine Legierung aus Kupfer mit ca. 3 % Gold, für die Herstellung von yatate. Durch Patinierung wurde diese Legierung tiefschwarz gefärbt. Auch an der Luft erhält SHAKUDO eine natürliche Patina.